# Lohne (Wietmarschen)
Lohne ist ein Grundzentrum und Sitz der Gemeinde Wietmarschen im niedersächsischen Landkreis Grafschaft Bentheim. Mit 7.906 Einwohnern (2024) ist Lohne die größte Ortschaft der Gemeinde.

## Geografie

### Lage
Der Ort liegt südöstlich von Wietmarschen an der Bundesstraße 213 (Nordhorn – Lingen – Bremen). Unweit westlich verläuft die A 31 (Emden – Bottrop) zwischen den Mittelzentren Lingen und Nordhorn. Sechs Kilometer südwestlich befindet sich der Luft-/Bodenschießplatz Nordhorn und vier Kilometer westlich der Flugplatz Nordhorn-Lingen.

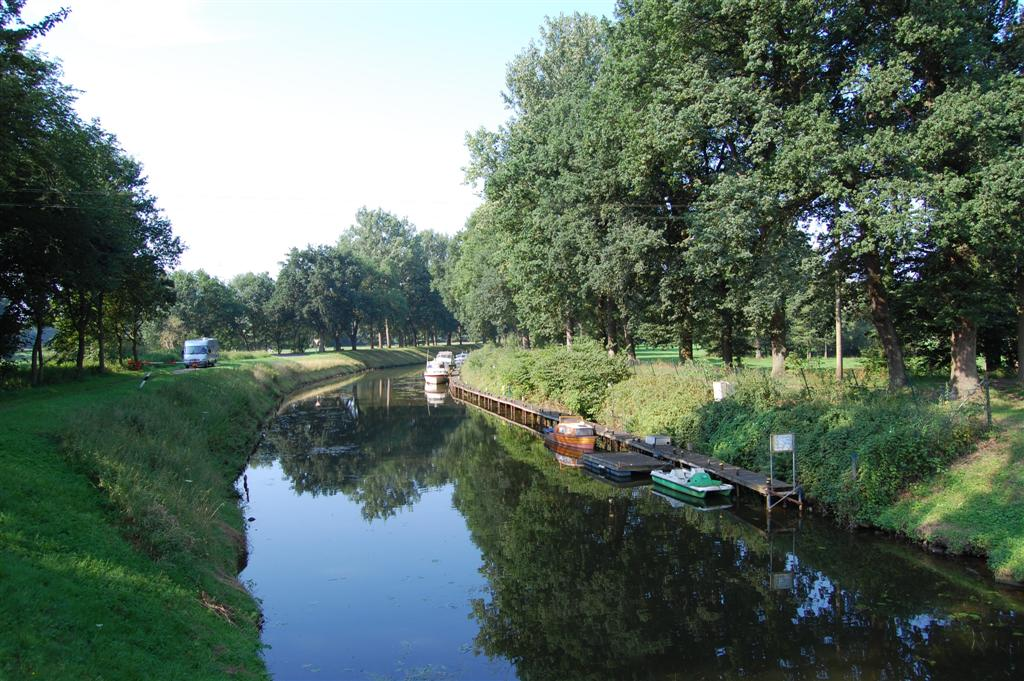
Ems-Vechte-Kanal

Nördlich liegt das 145 Hektar große Naturschutzgebiet Moorschlatts und Heiden in Wachendorf. 
 Fünf Kilometer östlich verlaufenen die Ems und der Dortmund-Ems-Kanal. Vier Kilometer südlich quert der Ems-Vechte-Kanal das Ortsgebiet.

### Gliederung
Die Ortschaft gliedert sich in Mittel- und Südlohne sowie die Siedlung Rükel. Die Siedlung „Im Erdbrand“, gelegen zwischen Lohne und Klausheide an der B 213, wurde Anfang der 1990er Jahre aufgegeben und die Bewohner wurden umgesiedelt. Grund war die starke Lärmbelastung durch den Luft-/Bodenschießplatz Nordhorn.

### Gemarkung
Die Gemarkung Lohne umfasst neben Lohne auch die Orte Nordlohne und Lohner Bruch. Die Fläche beträgt 72,32 km2.

### Nachbarorte
Lohne grenzt im Osten an Schepsdorf und Herzford (beide Stadt Lingen), im Süden an Elbergen (Gemeinde Emsbüren), im Westen an Klausheide (Stadt Nordhorn), im Nordwesten an Lohnerbruch und im Norden an Nordlohne (beide Gemeinde Wietmarschen).

## Geschichte
Der Ort Lohne wurde 1152 und 1154 bei der Gründung des Klosters Sünte Marienrode erstmals erwähnt. Der Ortsname soll für ein großes, weit sichtbares Gehölz stehen. Bereits um 1285 tauchen die Ortsnamen Südlohne, Mittellohne, Nordlohne und Lohne auf dem Oerde auf. Im 14. Jahrhundert gehörte es zu den Besitzungen der Bischöfe zu Münster, die auf Schloss Herzford (heute Lingen) residierten. 
Die Kirche St. Antonius wurde in den Jahren 1849 bis 1851 gebaut. 1970 wurde sie abgebrochen und 1972 durch einen Neubau ersetzt.
1870 wurde der Ems-Vechte-Kanal mit Hilfe französischer Kriegsgefangener durch das Gemeindegebiet gebaut und 1879 eröffnet. 
Nach dem Ersten Weltkrieg wurden von der Deutschen Ödland Kultur (Dökult) im Lohner Feld einige tausend Hektar Sumpf- und Ödland trockengelegt und als Agrarland nutzbar gemacht.
1933 wurde die Feuerwehr in Lohne gegründet.

### Umgemeindungen
Bis zum 28. Februar 1974 bildete Lohne mit Nordlohne, Lohnerbruch, Herzford, Rheitlage und Schepsdorf die Gemeinde Schepsdorf-Lohne im Landkreis Lingen. Während Schepsdorf in die Stadt Lingen umgemeindet wurde, wurden die anderen Gemeindeteile mit den Gemeinden Wietmarschen, Schwartenpohl und Wachendorf zur neuen Gemeinde Wietmarschen vereinigt. Bei der Kreisgebietsreform am 1. August 1977 wurde die neue Gemeinde in den Landkreis Grafschaft Bentheim eingegliedert. 1978 wurden die Orte Herzford, Rheitlage und Wachendorf in die Stadt Lingen umgemeindet.

## Kultur und Sehenswürdigkeiten
Im Lohner Sand wurde ein Naturlehrpfad und ein Bienenlehrpfad eingerichtet. Kulturdenkmäler sind die erhaltenen Reste von Großsteingräbern in der Nähe.

## Wirtschaft und Infrastruktur
In Lohne gibt es vier Kindergärten, eine Grundschule, eine Oberschule sowie eine öffentliche Bücherei. Der Kulturkreis Lohne setzt sich für den Erhalt historischer Gebäude ein und betreibt ein Heimatmuseum.

## Verkehr
Die Buslinien 981 und 80 der Meyering Verkehrsgesellschaft für die Region Grafschaft Bentheim verbinden Lohne mit dem Bahnhof Lingen (Ems), die im Stundentakt verkehrende Linie 80 außerdem mit dem Bahnhof Nordhorn. Die Linie 80 fährt zu bestimmten Zeiten des Jahres samstags und sonntags als „Fietsenbus“. Der Fietsenbus führt einen Anhänger mit, der es den Fahrgästen gestattet, Fahrräder mit sich zu führen.

## Persönlichkeiten
- Heinrich Kaupel (1890–1953), katholischer Priester, Theologe und Professor für alttestamentarische Exegese an der Universität Münster
- August Perk (1897–1945), Widerstandskämpfer aus Lohne
- Erich Maria Remarque (1898–1970), Schriftsteller, von 1919 bis 1920 als Lehrer in Lohne tätig
- Franz Schoo (1899–1970), Gewerkschafter, MdL (1951–1955), in Lohne geboren
- Hermann Lange (1912–1943), katholischer Priester, 1939 Kaplan in Lohne, gehört zu den Lübecker Märtyrern, 2011 seliggesprochen
- Reinhold Hilbers (* 1964), Politiker (CDU), Landtagsabgeordneter, Ratsherr der Gemeinde Wietmarschen (1986–2011), niedersächsischer Finanzminister (2017 bis November 2022), lebt in Lohne
- Holger Waldmann (1964–2011), Fußballschiedsrichter, lebte in Lohne